# Lijst van Alphenaren
De lijst van Alphenaren is een alfabetisch overzicht van bekende personen die geboren zijn of woonachtig zijn geweest in het Zuid-Hollandse Alphen aan den Rijn en het Brabantse Alphen.

## A-G

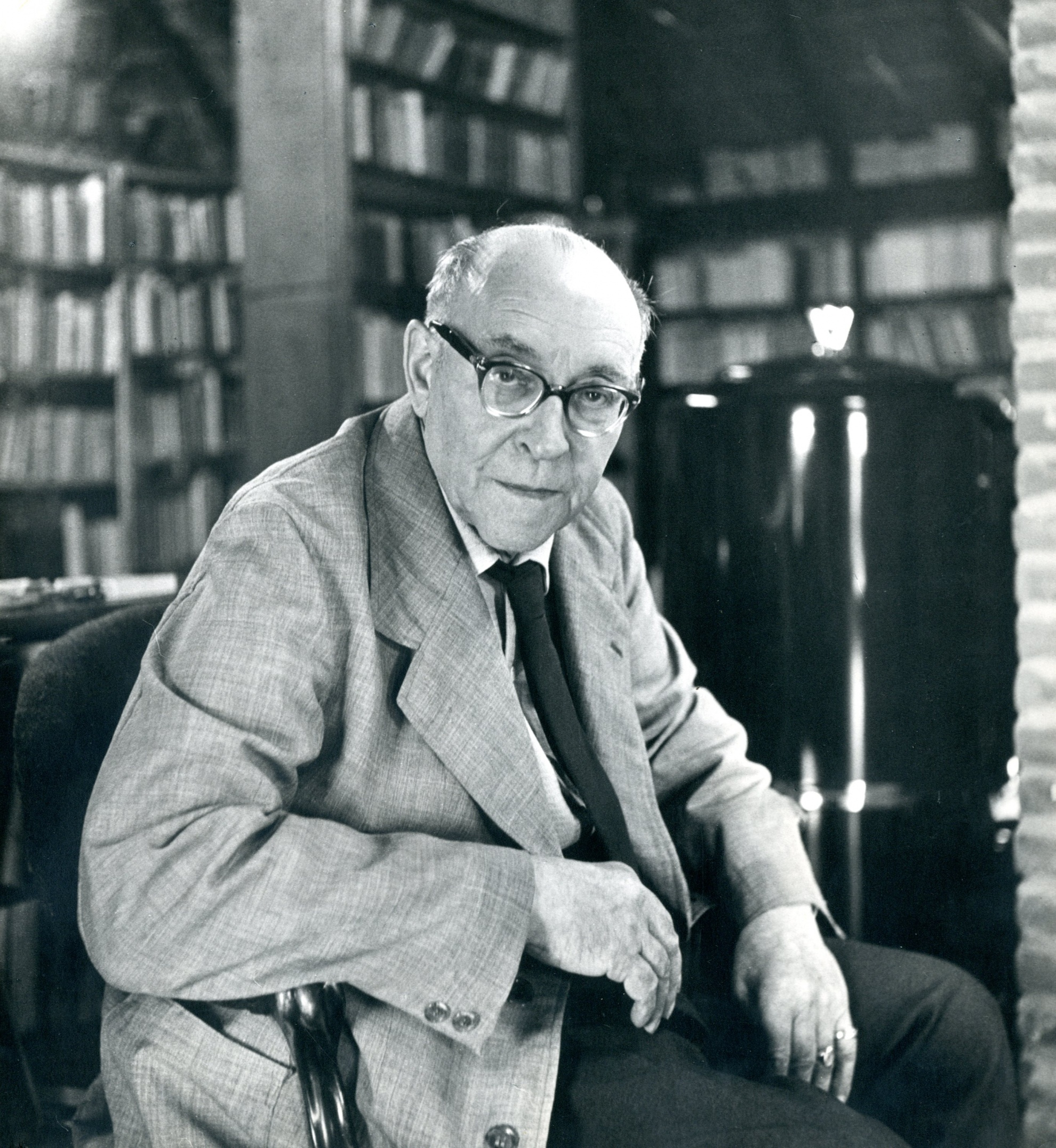
Dichter J.C. Bloem (1887-1966)

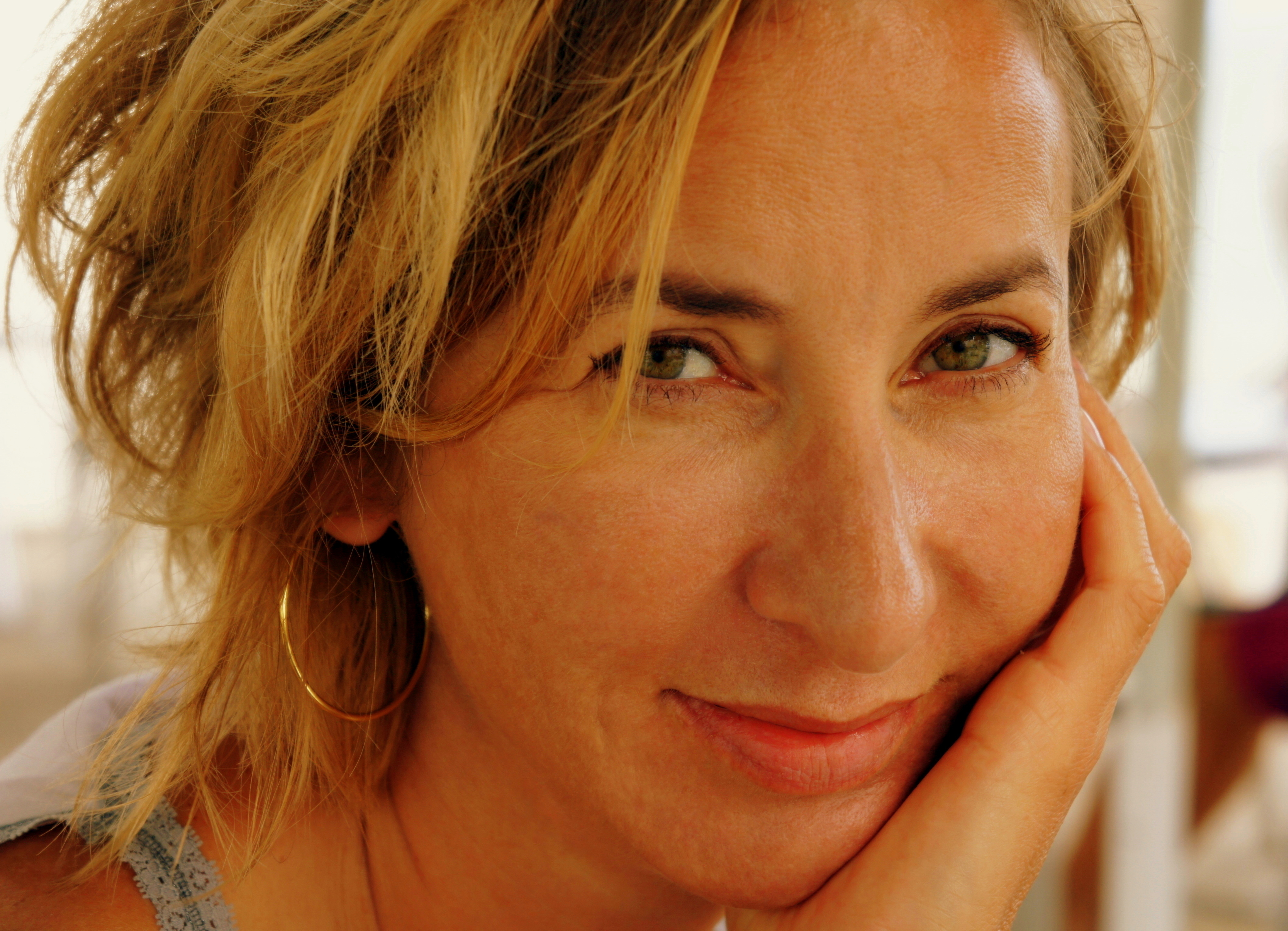
Schrijfster Wilma Geldof (1962)

- Arlette Adriani (1975), televisiepresentatrice en model
- Fons van Bastelaar (1922-2022), burgemeester
- Koen Becking (1969), politicoloog
- Naima El Bezaz (1974-2020), schrijfster
- J.C. Bloem (1887-1966), dichter; zijn vader was de burgemeester van Oudshoorn
- Jan van den Bosch (1950), voormalig presentator van de Evangelische Omroep
- Leendert Burgersdijk (1828-1900), bioloog en Shakespeare-vertaler
- Piet Burggraaf (1931-2019), politicus
- Edith Cammenga (1958), beeldhouwer, installatiekunstenaar, schilder en tekenaar
- Gerard Gillis Calkoen (1857-1935), geschiedkundig schrijver
- Salah Edin (1980), rapper
- Wilma Geldof (1962), jeugdboekenauteur
- Marinus de Goederen (1974), singer-songwriter

## H-M

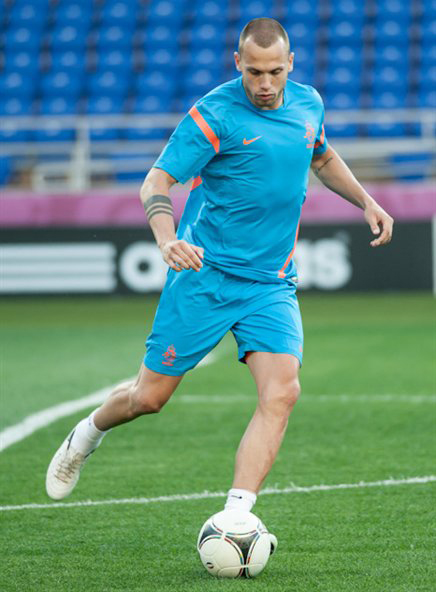
Voetballer John Heitinga (1983)

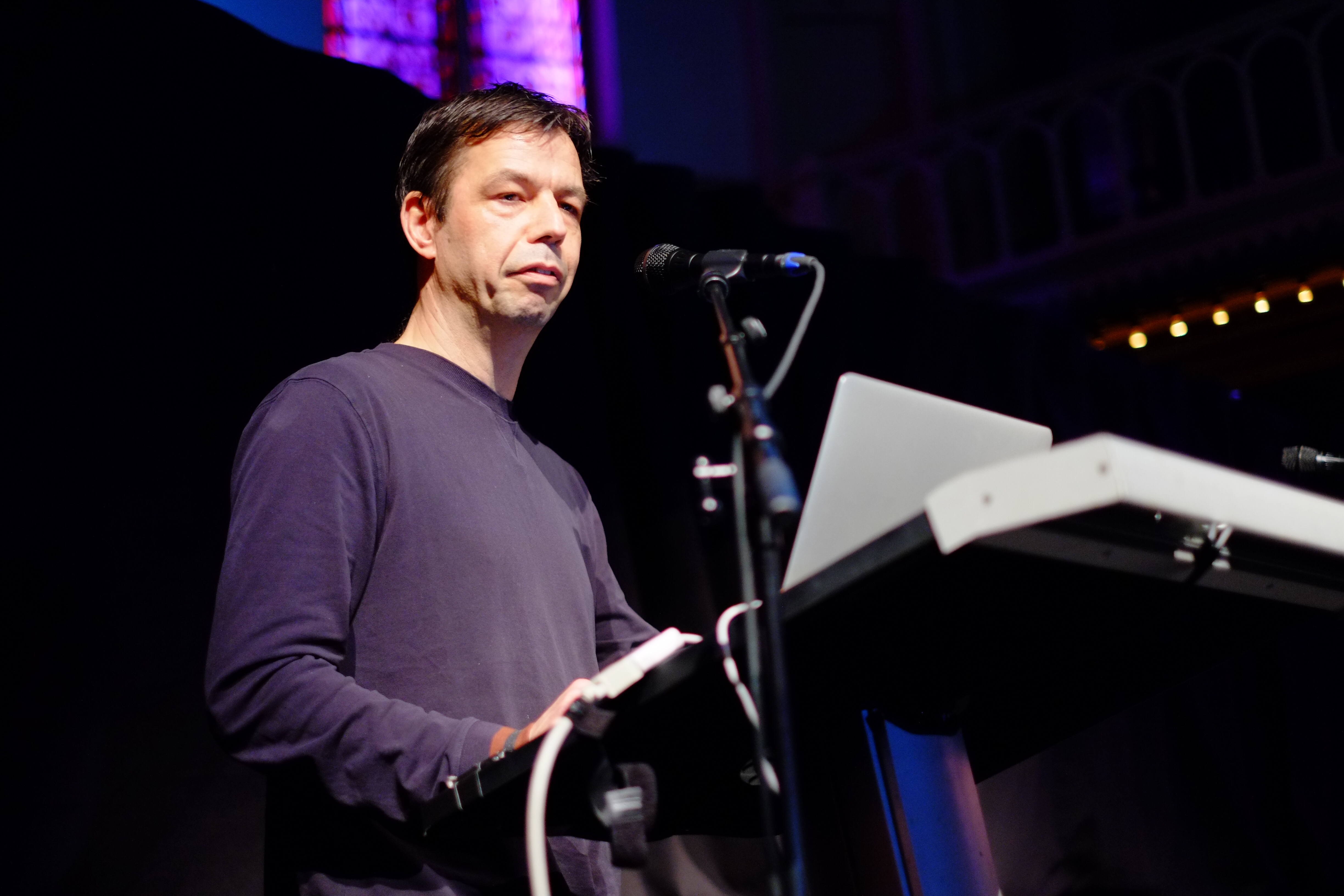
Videokunstenaar Geert Mul (1965)

- Matthijs van Heijningen (1944), filmproducent
- John Heitinga (1983), profvoetballer en Nederlands international
- Nikki Herr (1991), tv-verslaggeefster en presentatrice
- Arjan van Heusden (1972), profvoetballer (Port Vale, Oxford, Cambridge, Exeter, Torquay)
- Robert de Hoog (1988), filmacteur
- Noa Jacobus (2004), actrice
- Theo Joekes (1923-1999), journalist, schrijver en Tweede Kamerlid voor de VVD
- Leon de Kogel (1991), voetballer
- Joop Lankhaar (1966), voetbalinternational
- Bram Leeuwenhoek (1924-2002), atleet en Nederlands olympisch bestuurder
- Fouzi Mesaoudi (1981), ex-profvoetballer, jeugdinternational zaalvoetbal, voetbaltrainer
- Tamara Meijer (1979), judoka
- Judith Michel-de Jong (1974), violist, ambtenaar en politica
- Geert Mul (1965), videokunstenaar

## N-Z
- Cornelis Nagtegaal (1905-1994), bestuurder in de Nederlandse koloniën
- Willemien den Ouden (1971), jurist
- Wilbert Pennings (1975), meervoudig Nederlands kampioen en Nederlands recordhouder hoogspringen
- Wouter van Pelt (1968), hockeyinternational
- Naomie Pieter (1990), performancekunstenaar en activist
- Jaap Pop (1941), politicus en bestuurder, voormalig burgemeester van diverse plaatsen
- Toon Roos (1964), Nederlands jazzsaxofonist en jazzcomponist
- Feike Salverda (1946-1996), journalist
- Liesbeth Spies (1966), Tweede Kamerlid van het CDA, Gedeputeerde van de Provincie Zuid-Holland, minister van Binnenlandse Zaken en Koninkrijksrelaties (kabinet-Rutte I), burgemeester van Alphen aan den Rijn (sinds 2014)
- Pieter Herman van der Trappen (1895-1953), ingenieur en officier, overleden in Alphen aan den Rijn
- Luuk Verbij (1986), judoka
- Jelle Vervloet (1946), emeritus-hoogleraar historische geografie
- Dennis de Vries (1984), politicus
- Nikki Vrij (2004), voetbalster
- Lucas Waagmeester (1978), tv-journalist (NOS-journaal)
- Jan Westmaas (1953), politicus

## Zie ook

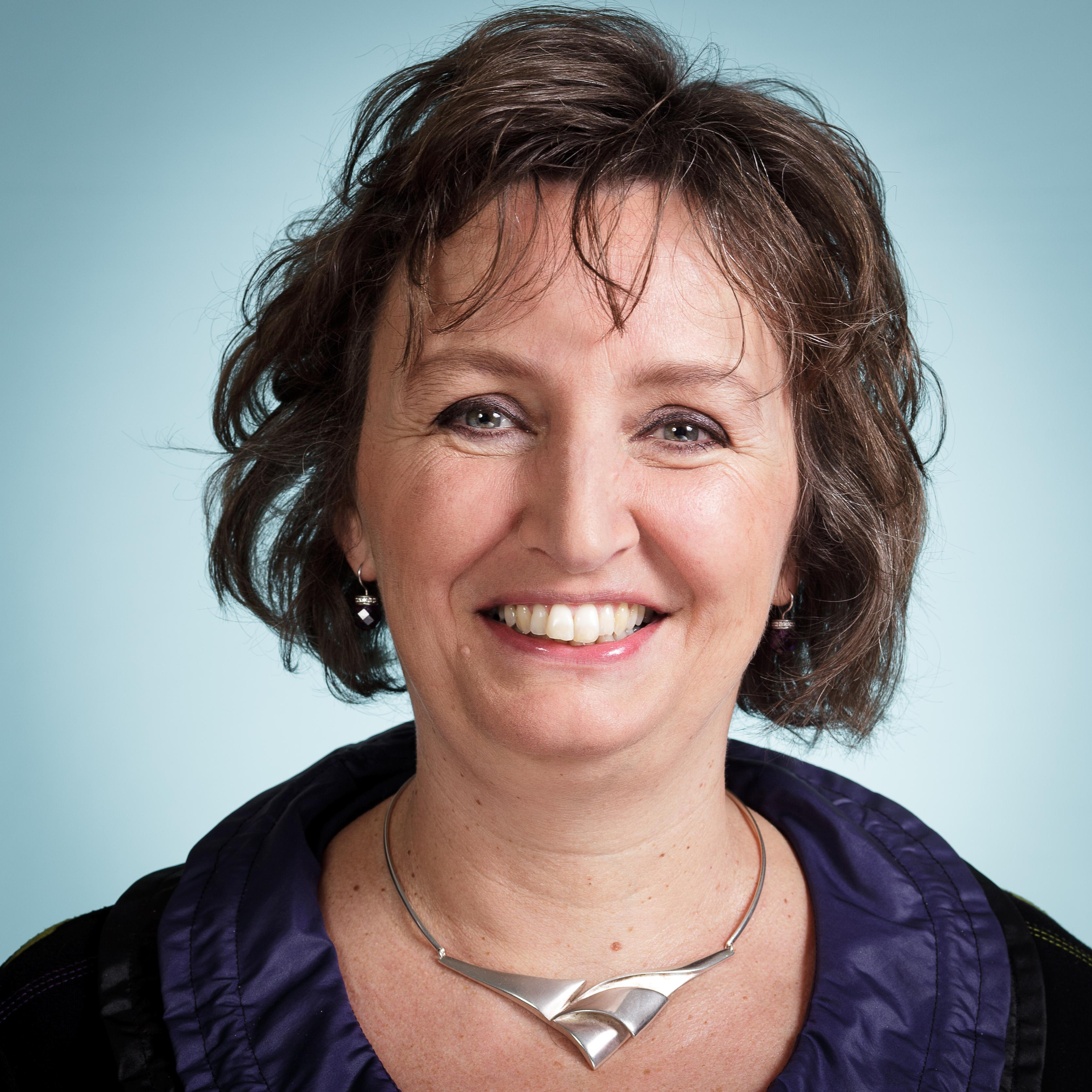
burgemeester (2014-) Liesbeth Spies (*1966)